# 트렁크 (자동차)

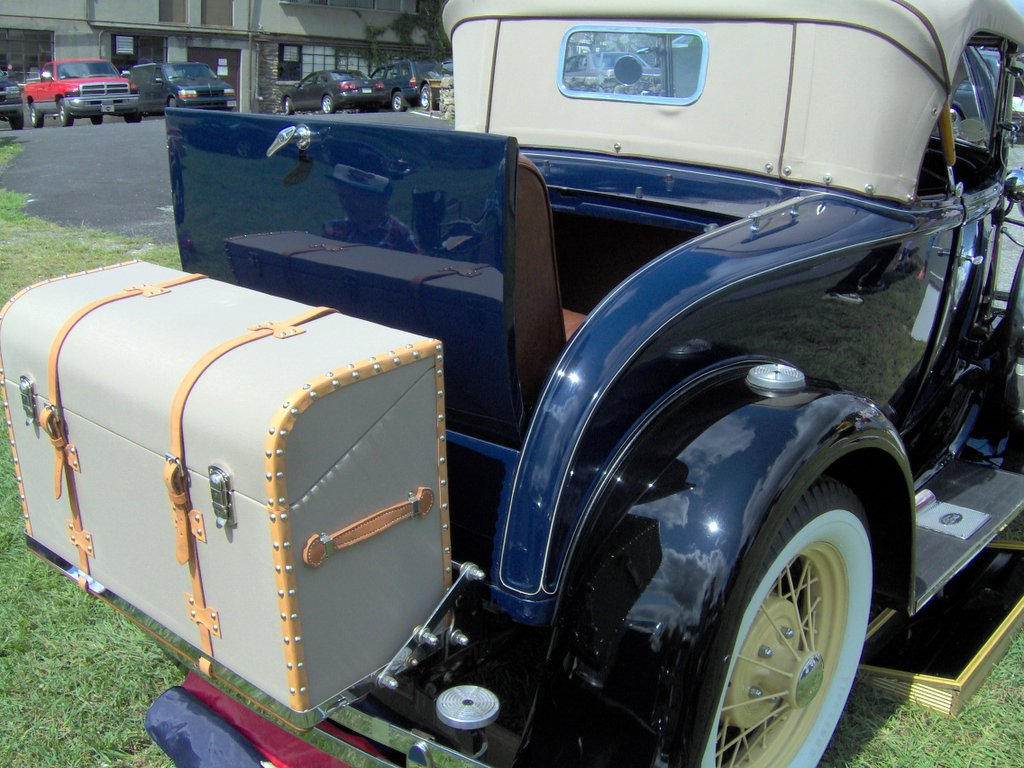
트렁크

트렁크(미국식 영어: trunk) 또는 부트(영국식 영어: boot)는 세단의 자동차에서 여러 가지 물건을 보관하는 적재 공간이다. 테일게이트(영어: tailgate)라고도 부른다.
인도식 영어에서는 dickey, dicky, dickie, diggy라고 부르고, 동남아시아에서는 compartment라고 부른다.

## 디자인
트렁크는 대부분 차량 뒤쪽에 있다. 초기 디자인에는 차량 후면에 트렁크를 부착하기 위한 외부 랙이 있었다. 이후 디자인은 저장 공간을 차체에 통합했고 결국에는 더욱 간소화되었다. 주 저장실은 일반적으로 엔진이 있는 반대편 차량의 끝에 제공된다.
폭스바겐 비틀(Volkswagen Beetle) 또는 포르쉐 911과 같은 후방엔진 자동차에는 트렁크가 승객실 앞에 있다. 폭스바겐 타입 3는 뒤쪽에 얕은 기존 트렁크와 수하물을 위한 앞쪽 공간을 허용하는 후방엔진 디자인이 특징이다. 이런 트렁크를 프렁크(frunk. front와 trunk의 합성어)라고 부른다. 프루트(froot. front와 boot의 합성어)라고 부르기도 한다.
일부 미드 엔진 또는 전기 자동차에는 앞과 뒤 모두에 짐칸이 있다. 예를 들면 포르쉐 914 및 복스터와 토요타 MR2가 있다. 미드 엔진 피아트 X1/9에도 두 개의 보관함이 있지만 뒤쪽은 작고 쉽게 접근할 수 있으며 거의 직육면체 모양이다.
때때로 차량의 설계 수명 동안 트렁크 모양의 크기를 늘리거나 실용성과 유용성을 개선하기 위해 뚜껑의 스타일을 다시 바꾸는 것이 가능하다. 그 예로는 1970년대 'Super Beetle'로 다시 디자인된 비틀(Beetle) 등이 있다.

## 같이 보기
- 해치백